# Готланд (лен)
Готланд, також Ґотланд (швед. Gotlands län) — лен на острові Готланд у Балтійському морі біля східного узбережжя Швеції. Центральне місто — Вісбю.
Головні джерела прибутку — туризм і сільське господарство.

## Адміністративно-територіальний поділ
Формує одну комуну.
- Готланд (Gotlands kommun)